# Estadi Borís Paitxadze
L'Estadi Nacional Borís Paitxadze (en georgià, ბორის პაიჭაძის სახელობის ეროვნული სტადიონი), també conegut com a Estadi Dinamo, és un recinte esportiu ubicat a Tbilisi, Geòrgia. És l'estadi del Dinamo Tbilisi, l'equip més llorejat del futbol georgià. També alberga partits de les seleccions de futbol i de rugbi georgianes, i competicions d'atletisme.
Amb capacitat per a 54.549 espectadors, l'Estadi Nacional és el camp amb més capacitat del país. Deu el seu nom oficial a Borís Paitxadze, històric futbolista georgià del Dinamo Tbilisi, que el 1937 es va convertir en el màxim golejador de la lliga de futbol soviètica.
L'estadi es va inaugurar el 29 de setembre de 1976 per a satisfer la demanda de nous aficionats al Dinamo Tbilisi, que a la dècada de 1970 va ser un dels clubs més potents de la primera divisió de l'URSS. En el moment de la seva inauguració, era el tercer camp de la Unió Soviètica amb més capacitat. El rècord d'assistència es va registrar el 1979 amb 110.000 espectadors, durant els quarts de final de la Copa d'Europa davant el Liverpool FC. Per raons de seguretat, el 2006 es van eliminar totes les localitats de peu i es van col·locar seients, cosa que va reduir la capacitat a la xifra actual.

## Història

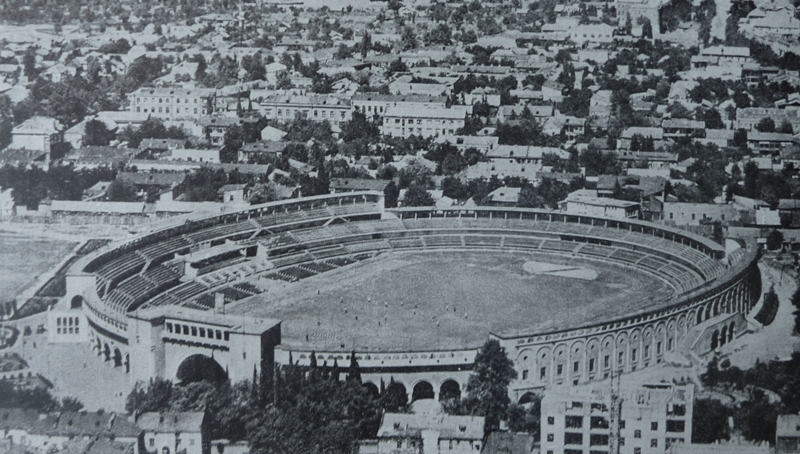
L'anterior estadi Central de 1936.

En els anys 1970, es va projectar la construcció d'un nou camp de futbol per a la ciutat de Tbilisi i el seu club de futbol, el Dinamo Tbilisi, que s'aixecaria sobre els fonaments de la seva anterior pista, l'estadi Dinamo. L'antic terreny de joc es va aixecar el 1936 i comptava llavors amb capacitat per a 23.000 espectadors, una xifra petita per al nombre d'aficionats creixent a la zona.
Els encarregats de construir el nou camp van ser els arquitectes Archil Kurdiani i Gia Kurdiani, conjuntament amb el dissenyador de la construcció Shalva Gazashvili. Tot i que es va enderrocar gairebé tot el camp, es van mantenir elements de l'estadi de 1936. El nou estadi comptaria amb dues plantes, la més alta coberta per un sostre on també es troben els focus, i instal·lacions esportives al seu interior, com una piscina o gimnàs. Dins el recinte hauria dos túnels que es comuniquen entre si, i que facilitarien l'evacuació de les grades en cas d'emergència.
El camp es va inaugurar el 26 de setembre de 1976, amb capacitat mitjana de 75.000 espectadors. En alguns partits importants del Dinamo Tbilisi, la xifra va superar els 100.000 espectadors, per les localitats de peu. Durant molts anys, el camp es va quedar obsolet, perquè els gestors de l'estadi no tenien diners per arreglar-ne els desperfectes.
L'abril de 2006, es van iniciar les obres de reconstrucció per rehabilitar el camp als estàndards de la UEFA. Es van eliminar totes les localitats de peu, reduint la capacitat a 54.549 espectadors tots asseguts, i es van actualitzar les instal·lacions. L'estadi remodelat va albergar el seu primer partit el 2 de setembre del 2006.
L'11 d'agost de 2015 va hostatjar el partit de la Supercopa d'Europa 2015, en què el Barça va guanyar el Sevilla CF per 5 a 4.
En aquest estadi, el març de 2024 la selecció georgiana va classificar-se per a un torneig de seleccions per primera vegada a la seva història, l'Eurocopa de 2024.